# Ebba von Koch
Harriet Ebba von Koch, född 1  juli 1866 i Stockholm, död 1 april 1943 i Stockholm, var en svensk konstnär (målare). 
Ebba von Koch var dotter till författaren och överstelöjtnanten Richert Vogt von Koch och friherrinnan Agathe Henriette Wrede av ätten Wrede af Elimä samt syster till Frances Wachtmeister, Helge von Koch, Gerhard Halfred von Koch, läraren Arne von Koch  och Sigurd von Koch.  
Hon studerade konst för Gustave Courtois och Pascal Dagnan-Bouveret vid Académie Colarossi i Paris 1888, hon återvände upprepade gånger till Paris för självstudier och hon genomförde studieresor till Nederländerna och Italien för att studera de äldre mästarna. Hon var en av stiftarna till Föreningen Svenska Konstnärinnor och medverkade i föreningens utställningar samt med konstnärsgruppen De Frie. Hennes konst består av figurer, landskap, porträtt och stilleben huvudsakligen utförda i olja men även i akvarell och pastell. 
Ebba von Koch är begravd på Norra begravningsplatsen utanför Stockholm.